# Crucoli
Crucoli este o comună în provincia Crotone, în regiunea Calabria (Italia).

Localizarea în provincia Crotone

## Demografie
Crucoli - evoluția demografică

|  | Graficele sunt indisponibile din cauza unor probleme tehnice. Mai multe informații se găsesc la Phabricator și la wiki-ul MediaWiki. |

Date: Recensăminte sau birourile de statistică - grafică realizată de Wikipedia